# Rata talp nua
La rata talp nua (Heterocephalus glaber) és un rosegador excavador originari de la Banya d'Àfrica i parts de Kenya, sobretot a les regions de Somali. És l'única espècie vivent classificada dins el gènere Heterocephalus.
És notable pel seu estil de vida eusocial, gairebé únic entre els mamífers (només compartit per Fukomys damarensis) i per un conjunt altament inusual de trets fisiològics i de comportament que li permeten viure en un un entorn subterrani dur; més notablement, és l'únic mamífer termoconformador amb una forma gairebé completament ectotèrmica (de sang freda) de regulació de la temperatura corporal. La rata talp nua no té sensació de dolor a la pell,  i un metabolisme molt baix gairebé de sang freda i freqüències respiratòries. També és notable per la seva longevitat i la seva resistència al càncer i la privació d'oxigen.